# Mimosa (album)
Mimosa è la prima raccolta del gruppo musicale statunitense Fun Lovin' Criminals, pubblicata il 7 dicembre 1999.

## Tracce
1. Couldn't Get It Right (Climax Blues Band cover) – 3:46
2. Scooby Snacks (Schmoove Version) – 3:21
3. Shining Star – 4:43
4. Bombin' the L (c. 1956 Version) – 2:27
5. I'm Not in Love (10cc cover) – 4:36
6. Summer Wind (con Ian McCulloch) – 2:43
7. Crazy Train (Ozzy Osbourne cover) – 3:29
8. I Can't Get With That (Schmoove Version) – 5:33
9. We Have All the Time in the World (Copa Cabana Version) – 2:44
10. Coney Island Girl (Schmoove Version) – 3:07
11. I'll Be Seeing You (Hidden track @ 1:30 - "Up On The Hill" (Schmoove Instrumental)) – 5:51